# HMS Luleå (T139/R139)
HMS Luleå (T139/R139) var en av svenska marinens torped/robotbåtar. Den byggdes ursprungligen som torpedbåt i Norrköping-klassen men byggdes om till robotbåt 1982–1984 och betecknades därför som (R139) efter ombyggnaden.
En dokumentärfilm gjordes ombord på fartyget under 1991 och sändes i SVT/UR 1992. Vid 1991 års slutövning blev HMS Luleå den 14 november i hög fart påseglad av HMS Nynäshamn, varvid ett stort hål slogs upp på styrbordssidan i höjd med kanonen och en värnpliktig artillerimatros omkom. Uppföljande studier gjordes en tid efter olyckan av båda besättningarna, för att fånga upp eventuella psykologiska reaktioner.